# 쇼마루 터널 신호장
쇼마루 터널 신호장(일본어: 正丸トンネル信号場)은 일본 사이타마현 지치부군 요코제정에 있는 신호장이다.
쇼마루 터널(일본어: 正丸トンネル, しょうまるとんねる)에 위치해 있으며, 주로 열차 교행을 한다.

## 역사
- 1969년 10월 14일: 신호장으로 사용 개시.